# بید سیب‌زمینی
بید سیب‌زمینی با نام (نام علمی: Phthorimaea operculella) از راسته پروانه‌سانان و از خانواده صنوبرنشینان است. بید سیب زمینی آفت بادنجانیان می‌باشد. بید سیب زمینی روی غده، ریشه و برگ‌های گیاه سیب‌زمینی بعنوان کرم‌برگ تغذیه می‌کند.

آسیب بید به سیب‌زمینی

بید سیب زمینی یکی از زیان‌آورترین آفات سیب‌زمینی در انبار و مزرعه می‌باشد که خسارت آن در انبار بیشتر از مزرعه است. در تعداد زیادی از سیستم‌های انبارداری،استفاده از آفت‌کش های تدخینی به صرفه‌ترین و متداول‌ترین روش مدیریّت آفات انباری به شمار می‌رود، ولی افزایش روزافزون مشکلات زیست‌محیطی ناشی از کاربرد این آفت‌کش‌ها، لزوم تحقیقات برای یافتن روش‌های کنترل کم خطر را آشکار ساخته است. 
لارو بید سیب زمینی برای سیب زمینی و همچنین برای دیگر محصولات خانواده بادنجانیان مانند گوجه‌فرنگی بسیار آسیب‌زا است. این بید روی تنباکو هم آسیب وارد می‌کند و با نام (نام علمی: Tobacco splitworm) نیز خوانده می‌شود.

## تخم‌گذاری
بید سیب زمینی روند تخم‌گذاری منحصر بفرد و نادری دارد. حشره ماده دارای حسگر هایی است که سیگنال های شیمیایی گیاه میزبان را دریافت می‌کند. برای حشره ماده، تنها کافی است که در همسایگی گیاه میزبان باشد تا تخم‌گذاری کند.
این حشره در سواحل اقیانوس اطلس و آرام دیده شده است. در مناطق آفریقا، آسیا، اروپا، آمریکای جنوبی و اقیانوسیه نیز وجود این حشره گزارش شده است.